# Ruga
Ruga, também chamado Rua, ou Rugila, foi o líder dos hunos assentados na Europa ocidental entre os anos 432 e 434. Pouco se sabe de sua vida, salvo que, aproveitando o caos ocasionado pelos visigodos no Império Romano do Oriente, decidiu cruzar também o Danúbio e saquear várias cidades romanas nos Bálcãs, algumas vezes aliado com os godos e outras de forma independente. Suas expedições causaram tanto terror aos romanos que o imperador Teodósio II concordou em pagar-lhe anualmente 115 kg de ouro em troca da paz.
Com sua morte em 434, sucederam-lhe de forma conjunta seus sobrinhos Átila e Bleda como chefes dos hunos.
 align=center width=95%